# Hermann von Didinghoven
Hermann von Didinghoven († 1. Mai 1263) war Dompropst im Bistum Münster.

## Leben
Hermann von Didinghoven entstammte einem uralten märkischen Geschlecht, das mit aller Wahrscheinlichkeit aus den Grafen von Dortmund hervorgegangen ist und seinen Sitz bei Hörde an der Emscher hatte. Im Jahre 1232 war er Domherr in Münster und im Juli 1246 übernahm er die Domscholasterei. 1250 war seine Ernennung zum Dompropst und in dieser Funktion für Vermögensangelegenheiten und die Vertretung des Domkapitels nach außen verantwortlich. Am 7. Dezember 1252 gab ihm Bischof Otto eine Präbende, die mit der Vogtei in Verbindung stand. Ende Februar oder Anfang März 1260 wurde er Domdechant und war nun für die innere Leitung des Domkapitels zuständig. In diesem Amt blieb er bis zu seinem Tode. Sein Nachfolger war Widekind von Waldeck.
Ob verwandtschaftliche Bindungen mit dem Offizial Heinrich von Didinghoven und dem Domherrn Rotger von Didinghoven bestanden, ist nicht belegt.

## Sonstiges
Im Kreisarchiv Warendorf befindet sich eine Urkunde vom 1. November 1238. Diese beinhaltet einen Vertrag zwischen dem  Bischof von Münster und Beckumer Bürgern, denen gegen Zahlung eines Entgelts Ländereien und Besitzungen überlassen wurden. Zeugen dieses Rechtsgeschäfts waren mehrere Geistliche, so auch Hermann.